# アメリカ五大オーケストラ
アメリカ五大オーケストラ（アメリカごだいオーケストラ　英語: The Big Five orchestras）、通称ビッグファイブ(Big Five)とは、アメリカ合衆国を代表するとされる5つのオーケストラのことである。

## 概要
ビッグファイブに含まれる楽団は、以下の5つである（順番は設立年順）。これらは音楽性、楽団員の資質や待遇の面などでアメリカのクラシック業界をリードするものとされた。
- ニューヨーク・フィルハーモニック（1842年設立）[4]
- ボストン交響楽団（1881年設立）[5]
- シカゴ交響楽団（1891年設立）[6]
- フィラデルフィア管弦楽団（1900年設立）[7]
- クリーヴランド管弦楽団（1918年設立）[8]

## 起源
「ビッグファイブ」という言葉が使われるようになったのは、レコードへの長時間録音が可能になり、オーケストラの演奏会のラジオ放送のレギュラー番組が拡大した1950年代ごろからである。20世紀中頃、ラジオ放送やレコードで衆目に触れるオーケストラはアメリカ東海岸のものでほぼ占められるようになり、その中でもニューヨーク、ボストン、フィラデルフィアの3楽団が「ビッグスリー」と呼ばれるようになった。1950年代後半でもまだ「ビッグスリー」という言葉は使われていた（『ニューズウィーク』1958年2月17日号など）が、ジョージ・セル率いるクリーブランド管弦楽団とフリッツ・ライナー率いるシカゴ交響楽団の名声が高まったことにより、先の3楽団と併せて「ビッグファイブ」と呼ばれるようになった。

## 現代の用法
現代でも「ビッグファイブ」という言葉は使われているが、すでに時代遅れの分類だと考える者も多い。1980年代末より、現代音楽に特性を示すオーケストラがビッグ・ファイブの中に入らないことが問題になってきていた。
1983年の『タイム』誌におけるマイクル・ウォルシュ、2005年の『ロサンゼルス・タイムズ』紙におけるマーク・スウェッドなど何人かの評論家が、「ビッグファイブ」を拡大することを提案しており、その候補としてロサンジェルス・フィルハーモニック、サンフランシスコ交響楽団、アトランタ交響楽団、ピッツバーグ交響楽団、ヒューストン交響楽団、ボルティモア交響楽団、ワシントン・ナショナル交響楽団、ミネソタ管弦楽団、セントルイス交響楽団などが挙げられている。
2008年にイギリスの『グラモフォン』誌に掲載された、批評家の投票による世界トップ20のオーケストラの中にはアメリカの楽団が7つ入っており、5位がシカゴ、7位がクリーブランド、8位がロサンジェルス、11位がボストン、12位がニューヨーク、13位がサンフランシスコ、18位がメトロポリタン・オペラ（ニューヨーク市）だった。
21世紀には、「ビッグファイブ」という分類はもはや意味がないと述べる批評家も現れた。2013年、クリーヴランド管弦楽団の元エグゼクティブ・ディレクターのゲイリー・ハンソンは、かつてはオーケストラの評判とその質には相関関係があったと述べた。音楽家の長距離移動が容易になったこと、主要なオーケストラがレコード契約をしないこと、アメリカの多くの都市に有力なオーケストラが生まれたことにより、ビッグファイブの重要性は低下している。『ニューヨーク・タイムズ』紙は、音楽家が所属先を選ぶ際には、オーケストラの歴史的な名声と同程度にその土地の気候や生活費が重要視されると示唆し、才能のある若い音楽家が多数いることにより、アメリカの全てのオーケストラにそれが供給され、オーケストラの質が平準化される要因になっていると述べた。